# 山陽区
山陽区（さんよう-く）は中華人民共和国河南省焦作市に位置する市轄区。

## 行政区画
- 街道:東方紅街道、焦東街道、百間房街道、太行街道、芸新街道、光亜街道、定和街道、中星街道、新城街道